# Ronde van de Algarve 2005
De Ronde van de Algarve 2005 (Portugees: Volta ao Algarve 2005) werd gehouden van 16 tot en met 20 februari in het zuiden van Portugal. Het was de 31e editie van deze rittenkoers, die vanaf 2005 deel ging uitmaken van de UCI Europe Tour (categorie 2.1). De ronde wordt sinds 1960 georganiseerd. Titelverdediger was de Amerikaan Floyd Landis. Van de 152 gestarte renners bereikten slechts 46 de eindstreep in Alto do Malhão.

## Startlijst
| Discovery Chanel Pro Cycling Team | Team Gerolsteiner | T-Mobile Team |  |
| - 1. José Azevedo - 2. Benoît Joachim - 3. Gennadi Michajlov - 4. Benjamín Noval - 5. Pavel Padrnos - 6. Volodymyr Bileka - 7. José Luis Rubiera - 8. Jurgen Van den Broeck            | - 11. Markus Fothen - 12. Robert Förster - 13. Sebastian Lang - 14. Marcel Strauss - 15. Fabian Wegmann - 16. Beat Zberg - 17. Markus Zberg - 18. Thomas Ziegler                     | - 21. Eric Baumann - 22. Bastiaan Giling - 23. Bernhard Kohl - 24. André Korff - 25. Daniele Nardello - 26. Olaf Pollack - 27. Jan Schaffrath - 28. Bram Schmitz                      |  |
| La Française des Jeux | Cofidis | Davitamon-Lotto |  |
| - 31. Sandy Casar - 32. Baden Cooke - 33. Bernhard Eisel - 34. Frédéric Guesdon - 35. Christophe Mengin - 36. Benoît Vaugrenard - 37. Jussi Veikkanen - 38. Matthew Wilson             | - 41. Leonardo Bertagnolli - 42. Stuart O'Grady - 43. Bingen Fernández - 44. Daniel Atienza - 45. Jans Koerts - 46. Guido Trentin - 47. Nicolas Roche - 48. Stéphane Augé            | - 51. Frédéric Amorison - 52. Wim De Vocht - 53. Bert Roesems - 54. Tom Steels - 55. Christophe Brandt - 56. Léon van Bon - 57. Wim Van Huffel - 58. Aart Vierhouten                  |  |
| L.A. Aluminios-Liberty Seguros | Riberalves-Goldnutrition | Milaneza-Maia |  |
| - 61. Cândido Barbosa - 62. Pedro Lopes - 63. David García - 64. Luis Pinheiro - 65. Pedro Andrade - 66. Hernâni Brôco - 67. Héctor Guerra - 68. Jordi Grau                            | - 71. Rui Lavarinhas - 72. Joaquim Andrade - 73. Nuño Marta - 74. Bruno Sa - 75. Micael Isidoro - 76. Luis Sarreira - 77. Edgar Anäo - 78. Ricardo Costa                             | - 81. Pedro Cardoso - 82. Gonçalo Amorim - 83. Renato Silva - 84. Bruno Pires - 85. Andrej Zintsjenko - 86. Danail Petrov - 87. Aleksej Markov - 88. Francisco Pérez                  |  |
| Madeinox-A.R. Canela | Paredes R.M.-Beirata | Duja-Tavira |  |
| - 91. Bruno Neves - 92. Julio Garcia - 93. Lizuarte Martins - 94. Claudio Faria - 95. Carlos Alberto Carneiro - 96. Sérgio Sousa - 97. Josu Mondelo - 98. Sergio Herrero               | - 101. Hugo Sabido - 102. José Hernández - 103. Virgilio Santos - 104. Gerardo Fernández - 105. Alberto Padilla - 106. José Rodrigues - 107. Alexandre Oliveira - 108. Pedro Barnabe | - 111. Pedro Martins - 112. Martín Garrido - 113. Juan Olmo - 114. Paul Sneeboer - 115. Nelio Simao - 116. Krassimir Vasilev - 117. Luis Bartolomeu - 118. Daniel Petrov              |  |
| Imoholding-Loulé | Barbot-Pascoal | Asc-Chenco Jeans |  |
| - 121. Ramon Troncoso - 122. Ramon Zaragoza - 123. Marco Morais - 124. Marco Silvestre - 125. Cesar Pinto - 126. José Alberto Martínez - 127. Luis Medina - 128. Rui Madeira           | - 131. Alberto Benito - 132. Celestino Pinho - 133. Carlos Pinho - 134. Claus Michael Møller - 135. David Martin - 136. Fernando Sousa - 137. Rui Pinto - 138. Sérgio Ribeiro        | - 141. Pedro Costa - 142. José de Sousa - 143. Vicente Fernández - 144. Pedro Hermida - 145. Carlos Lameira - 146. Nelson Pereira - 147. Hermano Vieira - 148. José Martins           |  |
| Carvalhelhos-Boavista | Rabobank | Shimano-Memory Corp |  |
| - 151. Alejandro Marque - 152. Pedro Soeiro - 153. Joaquim Sampaio - 154. Celio Sousa - 155. André Vital - 156. Hugo Vitor - 157. Jacek Morajko - 158. Tiago Machado                   | - 161. Stef Clement - 162. Hans Dekkers - 163. Frank van Dulmen - 164. Tom Veelers - 165. Marc de Maar - 166. Kai Reus - 167. Tom Stamsnijder - 168. Remco van der Ven               | - 171. Eelke van der Wal - 172. Rudi Kemna - 173. Rik Reinerink - 174. Stefan Schumacher - 175. Masamichi Yamamoto - 176. Laurens ten Dam - 177. Alain van Katwijk - 178. Tomoya Kano |  |
| Landbouwkrediet-Colnago | | |  |
| - 181. Bert De Waele - 182. Ludo Dierckxsens - 183. Glenn D'Hollander - 184. Geert Verheyen - 185. Jurgen Van De Walle - 186. Maxime Monfort - 187. Steve Cummings - 188. Nico Sijmens | | |  |

## Klassementsleiders
| Etappe      | Winnaar        | Algemeen       | Punten         | Berg              | Sprint            |
| 1           | Bernhard Eisel | Bernhard Eisel | Bernhard Eisel | Eelke van der Wal | Eelke van der Wal |
| 2           | Tom Steels     | Tom Steels     | Tom Steels     | Eelke van der Wal | Eelke van der Wal |
| 3           | Aleksej Markov | Bernhard Eisel | Olaf Pollack   | Hugo Sabido       | Stuart O'Grady    |
| 4           | Bernhard Eisel | Bernhard Eisel | Bernhard Eisel | Hugo Sabido       | Stuart O'Grady    |
| 5           | Hugo Sabido    | Hugo Sabido    | Bernhard Eisel | Hugo Sabido       | Stuart O'Grady    |
| Eindstanden | Eindstanden    | Hugo Sabido    | Bernhard Eisel | Hugo Sabido       | Stuart O'Grady    |

## Etappe-uitslagen

### 1e etappe
| Albufeira – Albufeira (140 km) |                |                    |          |
| Plaats                         | Naam           | Ploeg              | Tijd     |
| Winnaar                        | Bernhard Eisel | Française des Jeux | 3u36'31" |
| 2                              | Olaf Pollack   | T-Mobile Team      | z.t.     |
| 3                              | Tom Steels     | Davitamon-Lotto    | z.t.     |

### 2e etappe
| Vila Real de Santo António – Portimão (207 km) |                |                 |          |
| Plaats                                         | Naam           | Ploeg           | Tijd     |
| Winnaar                                        | Tom Steels     | Davitamon-Lotto | 5u05'54" |
| 2                                              | Stuart O'Grady | Cofidis         | z.t.     |
| 3                                              | Olaf Pollack   | T-Mobile Team   | z.t.     |

### 3e etappe
| Vila do Bispo – Lagos (200 km) |                |                    |          |
| Plaats                         | Naam           | Ploeg              | Tijd     |
| Winnaar                        | Aleksej Markov | Milaneza-Maia      | 4u59'35" |
| 2                              | Bernhard Eisel | Française des Jeux | z.t.     |
| 3                              | Hans Dekkers   | Rabobank           | z.t.     |

### 4e etappe
| Castro Marim – Tavira (155 km) |                |                    |          |
| Plaats                         | Naam           | Ploeg              | Tijd     |
| Winnaar                        | Bernhard Eisel | Française des Jeux | 3u41'23" |
| 2                              | Stuart O'Grady | Cofidis            | z.t.     |
| 3                              | Fabian Wegmann | Team Gerolsteiner  | z.t.     |

### 5e etappe
| Lagos – Alto do Malhão (194 km) |                     |                         |          |
| Plaats                          | Naam                | Ploeg                   | Tijd     |
| Winnaar                         | Hugo Sabido         | Paredes R.M.-Beirata    | 4u21'45" |
| 2                               | José Luis Rubiera   | Discovery Channel       | +00' 15" |
| 3                               | Jurgen Van De Walle | Landbouwkrediet-Colnago | +00' 18" |

## Eindklassementen
| Plaats    | Naam                | Ploeg                   | Tijd      |
| --------- | ------------------- | ----------------------- | --------- |
| Gele trui | Hugo Sabido         | Paredes R.M.-Beirata    | 21u44'57" |
| 2         | Stuart O'Grady      | Cofidis                 | + 00' 10" |
| 3         | José Luis Rubiera   | Discovery Channel       | + 00' 20" |
| 4         | Pedro Lopes         | L.A. Aluminios-LS       | + 00' 25" |
| 5         | Jurgen Van De Walle | Landbouwkrediet-Colnago | z.t.      |
| 6         | Juan Olmo           | Duja-Tavira             | + 00' 26" |
| 7         | Héctor Guerra       | L.A. Aluminios-LS       | + 00' 29" |
| 8         | Fabian Wegmann      | Team Gerolsteiner       | + 00' 34" |
| 9         | Volodymyr Bileka    | Discovery Channel       | + 00' 38" |
| 10        | Carlos Pinho        | Barbot-Pascoal          | z.t.      |
|           |                     |                         |           |
| 11        | Léon van Bon        | Davitamon-Lotto         | + 00' 42" |

| Plaats      | Naam           | Ploeg                | Punten |
| ----------- | -------------- | -------------------- | ------ |
| Groene trui | Bernhard Eisel | Française des Jeux   | 70     |
| 2           | Stuart O'Grady | Cofidis              | 65     |
| 3           | Hugo Sabido    | Paredes R.M.-Beirata | 34     |

| Plaats    | Naam           | Ploeg                | Punten |
| --------- | -------------- | -------------------- | ------ |
| Rode trui | Hugo Sabido    | Paredes R.M.-Beirata | 31     |
| 2         | Fabian Wegmann | Team Gerolsteiner    | 14     |
| 3         | Bram Schmitz   | T-Mobile Team        | 12     |

| Plaats     | Naam           | Ploeg             | Punten |
| ---------- | -------------- | ----------------- | ------ |
| Witte trui | Stuart O'Grady | Cofidis           | 7      |
| 2          | Léon van Bon   | Davitamon-Lotto   | 6      |
| 3          | Pedro Lopes    | L.A. Aluminios-LS | 4      |

| Plaats | Ploeg                   | Tijd      |
| ------ | ----------------------- | --------- |
|        | Discovery Channel       | 65u16'49" |
| 2      | Landbouwkrediet-Colnago | +00' 13"  |
| 3      | Davitamon-Lotto         | +01' 15"  |

1960 · 1961 · 1962-1976 · 1977 · 1978 · 1979 · 1980 · 1981 · 1982 · 1983 · 1984 · 1985 · 1986 · 1987 · 1988 · 1989 · 1990 · 1991 · 1992 · 1993 · 1994 · 1995 · 1996 · 1997 · 1998 · 1999 · 2000 · 2001 · 2002 · 2003 · 2004 · 2005 · 2006 · 2007 · 2008 · 2009 · 2010 · 2011 · 2012 · 2013 · 2014 · 2015 · 2016 · 2017 · 2018 · 2019 · 2020 · 2021 · 2022 · 2023 · 2024 · 2025